# Lutecio 177
Lutecio 177, con el nombre comercial Lutecio, es un complejo quelado de un radioisótopo del elemento lutecio con dotatate, utilizado en la terapia de radionúclidos de receptores de péptidos. Específicamente, se usa en el tratamiento de cánceres que expresan receptores de somatostatina. Es un análogo de somatostatina radiomarcado.
El mayor alcance de las partículas beta emitidas por el 90Y, que proporcionan el efecto terapéutico, puede hacerlo más adecuado para tumores grandes, mientras que el 177Lu se reserva para volúmenes más pequeños.
La Administración de Alimentos y Medicamentos de Estados Unidos (FDA) considera al Lutecio 177 como un medicamento de primera clase.

## Usos médicos
En los EE. UU., el 177Lu dotatate está indicado para el tratamiento de tumores neuroendocrinos gastroenteropancreáticos (GEP-NET) positivos para receptores de somatostatina, incluyendo tumores neuroendocrinos de intestino anterior, medio y posterior en adultos.
En la UE, el lutecio (177Lu) oxodotreotida está indicado para el tratamiento de tumores neuroendocrinos gastroenteropancreáticos (GEP-NET) no resecables o metastásicos, progresivos, bien diferenciados (G1 y G2), positivos para receptores de somatostatina en adultos.

## Efectos secundarios
El efecto terapéutico del 177Lu proviene de la radiación beta ionizante que emite; sin embargo, esto también puede ser perjudicial para los tejidos y órganos sanos. Los riñones están particularmente en riesgo, ya que ayudan a eliminar el 177Lu dotatate del cuerpo. Para protegerlos, se administra una solución de aminoácidos (arginina/lisina) mediante infusión lenta, comenzando antes de la administración radioactiva y normalmente continuando durante varias horas después.

## Historia
La Comisión Europea aprobó el lutecio (177Lu) oxodotreotida (nombre comercial «Lutathera») «para el tratamiento de tumores neuroendocrinos gastroenteropancreáticos (GEP-NETs) no resecables o metastásicos, progresivos, bien diferenciados (G1 y G2), positivos para receptores de somatostatina en adultos» en septiembre de 2017.
El 177Lu dotatate fue aprobado en los Estados Unidos para el tratamiento de tumores neuroendocrinos gastroenteropancreáticos (GEP-NETs) positivos para receptores de somatostatina, incluyendo tumores neuroendocrinos de intestino anterior, medio y posterior en adultos, en enero de 2018. Esta fue la primera vez que se aprobó un radiofármaco para el tratamiento de GEP-NETs en los Estados Unidos.
La Administración de Alimentos y Medicamentos de los EE. UU. (FDA) aprobó el 177Lu dotatate basándose principalmente en la evidencia de un ensayo clínico, NETTER-1, con 229 participantes con GEP-NETs de intestino medio positivos para receptores de somatostatina. Los participantes inscritos tenían tumores que no podían ser removidos quirúrgicamente y que empeoraban mientras recibían tratamiento con octreotida.
Los participantes fueron asignados aleatoriamente para recibir 177Lu dotatate con octreotida de acción prolongada o solo octreotida de acción prolongada, a una dosis mayor. El 177Lu dotatate se inyectó por vía intravenosa y la octreotida de acción prolongada se inyectó en el músculo. Tanto los participantes como los proveedores de atención médica sabían qué tratamiento se administraba. El beneficio del 177Lu dotatate se evaluó midiendo el tiempo durante el cual los tumores no crecieron después del tratamiento y se comparó con el grupo de control (supervivencia libre de progresión).
La FDA consideró datos adicionales de un segundo estudio basado en datos de 1,214 participantes con tumores positivos para receptores de somatostatina, incluyendo GEP-NETs, que recibieron 177Lu dotatate en un solo sitio en los Países Bajos, el Erasmus MC. Todos los participantes recibieron 177Lu dotatate con octreotida. Tanto los participantes como los proveedores de atención médica sabían qué tratamiento se administraba. El beneficio del 177Lu dotatate se evaluó midiendo si y cuánto cambiaba el tamaño del tumor durante el tratamiento (la tasa de respuesta general). Se informó de una reducción completa o parcial del tumor en el 16% de un subconjunto de 360 participantes con GEP-NETs que fueron evaluados por la FDA. Los participantes inscritos inicialmente en el estudio recibieron 177Lu dotatate como parte de un programa de acceso expandido.
La FDA otorgó la revisión prioritaria y las designaciones de medicamento huérfano a la solicitud de 177Lu dotatate. La FDA otorgó la aprobación de Lutathera a Advanced Accelerator Applications.
En abril de 2024, la FDA aprobó el 177Lu dotatate para el tratamiento de niños de 12 años en adelante con tumores neuroendocrinos gastroenteropancreáticos (GEP-NETs) positivos para receptores de somatostatina (SSTR), incluyendo tumores neuroendocrinos de intestino anterior, medio y posterior. Fue aprobado para adultos en 2018. Esta es la primera aprobación de la FDA de un medicamento radioactivo, o radiofármaco, para niños de 12 años o más con tumores neuroendocrinos gastroenteropancreáticos positivos para SSTR.
La aprobación para niños de 12 años en adelante se basó en datos farmacocinéticos, de dosimetría y de seguridad del estudio NETTER-P (NCT04711135), un estudio internacional, multicéntrico, abierto y de un solo brazo de lutecio Lu 177 dotatate en adolescentes con tumores neuroendocrinos gastroenteropancreáticos localmente avanzados/inoperables o metastásicos o feocromocitoma/paraganglioma positivos para SSTR. La aprobación también se basó en la extrapolación de los resultados de eficacia observados en NETTER-1 (NCT01578239), un ensayo aleatorizado, multicéntrico, abierto y controlado activamente en 229 participantes con tumores carcinoides de intestino medio localmente avanzados/inoperables o metastásicos positivos para SSTR, que respaldaron la aprobación original del lutecio Lu 177 dotatate en adultos.
La seguridad se evaluó en nueve participantes pediátricos en NETTER-P, incluyendo cuatro participantes con tumores neuroendocrinos gastroenteropancreáticos. Las principales medidas de resultado fueron las dosis de radiación absorbidas en los órganos objetivo y la incidencia de reacciones adversas después del primer ciclo de tratamiento. Las medidas de resultado adicionales incluyeron reacciones adversas a corto plazo después del tratamiento con lutecio Lu 177 dotatate. El perfil de reacciones adversas observado en NETTER-P fue similar al observado en adultos.